# Acacia nigricans
Acacia nigricans là một loài thực vật có hoa trong họ Đậu. Loài này được (Labill.) R.Br. miêu tả khoa học đầu tiên.